# Follicule (anatomie animale)
Pour les articles homonymes, voir Follicule.
En anatomie animale, un follicule est une structure particulière, de forme arrondie, dans un organe ou un tissu.

## Follicule ovarien
Structure contenant l'ovocyte de premier ordre, élément essentiel à la reproduction. Il est formé de plusieurs cellules folliculaires.
Il existe différents stades de développement du follicule :
- le follicule primordial ;
- le follicule primaire ;
- le follicule secondaire ;
- le follicule tertiaire ou follicule de De Graaf.

## Follicule pileux
Follicule de la peau qui assemble des cellules produites dans celui-ci pour former le poil par kératinisation. La glande sébacée débouche dans la partie supérieure du follicule pileux, et permet la lubrification du poil par le sébum. Seules la plante des pieds et la paume des mains en sont dépourvues.